# Murzynek Bambo

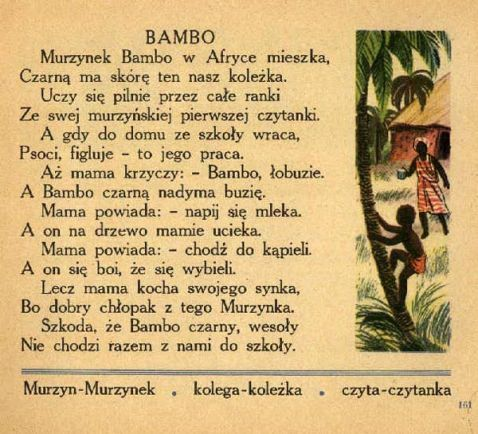
Texte original du poème.

 (juin 2025).
Murzynek Bambo (Bambo l'enfant noir) est un poème pour enfants de l'auteur juif polonais Julian Tuwim (1894-1953), écrit en 1934, qui raconte l'histoire d'un enfant africain fictif nommé Bambo. Le poème de Tuwim, qui aurait été écrit pour promouvoir la tolérance envers les autres ethnies dans la Pologne de l'entre-deux-guerres, est aujourd'hui très controversé, les critiques accusant l'auteur de perpétuer des stéréotypes raciaux nuisibles.

## Analyse et controverse

### Contexte historique
Le poème comporte seize vers, disposés en huit distiques rimés. Il a été écrit par Tuwim pour enseigner aux jeunes polonais la tolérance envers les enfants noirs, suggérant qu'ils ne sont pas différents de leurs homologues polonais. Les historiens notent que Tuwim, qui a dû faire face à de forts sentiments antisémites durant l'entre-deux-guerres, s'est opposé à la politique nationaliste polonaise et à sa discrimination à l'encontre des minorités ethniques. Selon Jakub Wojas, Tuwim était largement connu pour ses opinions antinationalistes et antiracistes.

### La signification deMurzynek
Le poème fait référence à Bambo sous le nom de Murzynek, la forme diminutive de Murzyn (« maure », mais qui signifie « Noir »). Murzynek peut être traduit de diverses manières, par exemple par « enfant noir ». Le mot « Murzyn », qui n’était traditionnellement pas considéré comme offensant, est devenu de plus en plus discriminatoire et péjoratif au cours du XXIe siècle. 

### Accusations de racisme
Au cours des dernières décennies, Murzynek Bambo a été accusé de racisme et de présenter une vision culturellement et socio-économiquement dégradante des Africains. L'écrivaine Patrycja Pirog note que le poème est une « histoire d'une Europe éclairée essayant de civiliser un sauvage » qui, malgré sa nature apparemment inoffensive, perpétue les stéréotypes primitivistes nuisibles du colonialisme européen et contribue à promouvoir des attitudes racistes envers les Noirs dans la Pologne contemporaine. Selon Margaret Ohia, qui a étudié le racisme dans la langue polonaise à l'Université de Californie, le protagoniste du poème est présenté comme inférieur au lecteur vraisemblablement blanc. L'expression Murzynek Bambo est souvent utilisée dans les insultes enfantines lorsque la cible en est un enfant noir.
D'autres critiques polonais soutiennent que les affirmations contemporaines sur le racisme apparent du poème sont exagérées et anachroniques. En faisant référence à la tentative controversée d'Alan Gribben (en) d'expurger (c'est-à-dire d'en censurer les éléments offensants) Tom Sawyer et Les Aventures de Huckleberry Finn de Mark Twain, le journaliste conservateur Adam Kowalczyk rejette l'idée selon laquelle Murzynek Bambo encouragerait le racisme en Pologne. Ewa Trzeszczkowska, lectrice de la Gazeta Wyborcza, un important journal libéral polonais, décrit dans une lettre comment elle s'identifie à Bambo : « Pour moi, cette œuvre était et est une histoire joyeuse sur un garçon espiègle venu d'un pays lointain et exotique, qui, bien que si lointains – le pays comme le garçon – me ressemblent aussi. Il a une joie de vivre qui s'exprime, entre autres, en grimpant aux arbres (je l'ai fait aussi), et possède une légère note de défi, d'indépendance, de liberté. Ce qui était et est toujours proche de moi ! » Elle écrit qu'elle ne soupçonne pas « l'auteur de ces mots de mauvaises intentions », même si elle admet être gênée de lire que Bambo craint les bains de peur de blanchir.

## Texte
Un petit Maure, Bambo, vit en Afrique.

Notre petit ami a la peau noire.

Il étudie toute la matinée

Son « Premier Manuel de Lecture du Maure »

Et quand il rentre de l'école,

Il fait des farces, des tours – c'est son travail.

Même maman crie : « Bambo, petit coquin !»

Et Bambo gonfle ses petites joues noires.

Maman dit : « Bois du lait ! »

Mais il s'enfuit de maman en grimpant dans un arbre.

Maman dit : « Prenons un bain ! »

Mais il a peur de se laver et de blanchir.

Mais maman aime son petit garçon,

Parce que ce petit Maure est un bon garçon.

C'est juste dommage que ce joyeux petit Bambo noir

ne vienne pas à l'école avec nous.